# گوندرسهایم
گوندرسهایم (به آلمانی: Gundersheim) یک شهر در آلمان است که در آلزی-ورمز واقع شده‌است. گوندرسهایم ۱٬۶۲۴ نفر جمعیت دارد.